# Royaucourt-et-Chailvet
Royaucourt-et-Chailvet ist eine französische Gemeinde mit 228 Einwohnern (Stand 1. Januar 2022) im Département Aisne in der Region Hauts-de-France (vor 2016 Picardie). Sie gehört zum Arrondissement Laon, zum Kanton Laon-1 und zum Gemeindeverband Picardie des Châteaux.

## Geografie
Die Gemeinde Royaucourt-et-Chailvet liegt rund 130 Kilometer nordöstlich der Hauptstadt Paris. Im Süden verläuft auf einer kurzen Strecke der Fluss Ailette, in den hier sein Zufluss Ardon einmündet. Nachbargemeinden von Royaucourt-et-Chailvet sind Bourguignon-sous-Montbavin im Nordosten, Vaucelles-et-Beffecourt im Osten, Urcel im Südosten, Chavignon im Süden, Chaillevois im Westen sowie Montbavin im Nordwesten.

## Bevölkerungsentwicklung
| Jahr                       | 1962 | 1968 | 1975 | 1982 | 1990 | 1999 | 2006 | 2016 | 2022 |
| Einwohner                  | 176  | 157  | 155  | 163  | 201  | 177  | 190  | 245  | 228  |
| Quellen: Cassini und INSEE |      |      |      |      |      |      |      |      |      |

## Sehenswürdigkeiten
- Kirche Saint-Julien, Monument historique seit 1862
- Château de Chailvet, seit 1984 historisches Denkmal der Aisne und heute das einzige Beispiel für italienisch inspirierte Renaissance-Architektur in der ehemaligen Picardie

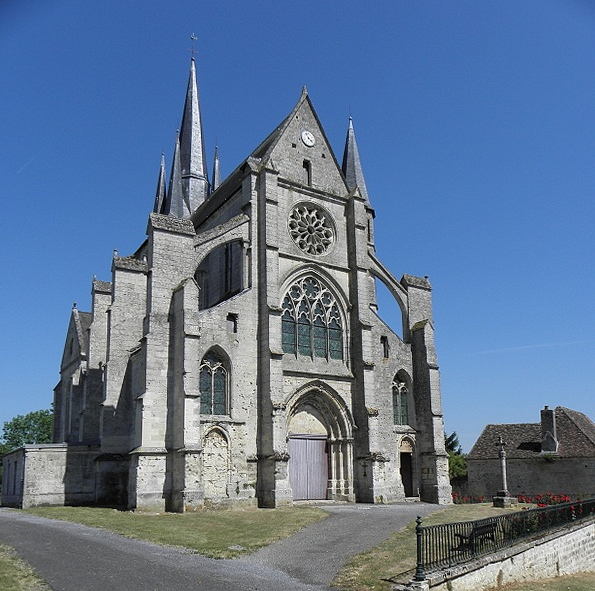
Kirche Saint-Julien
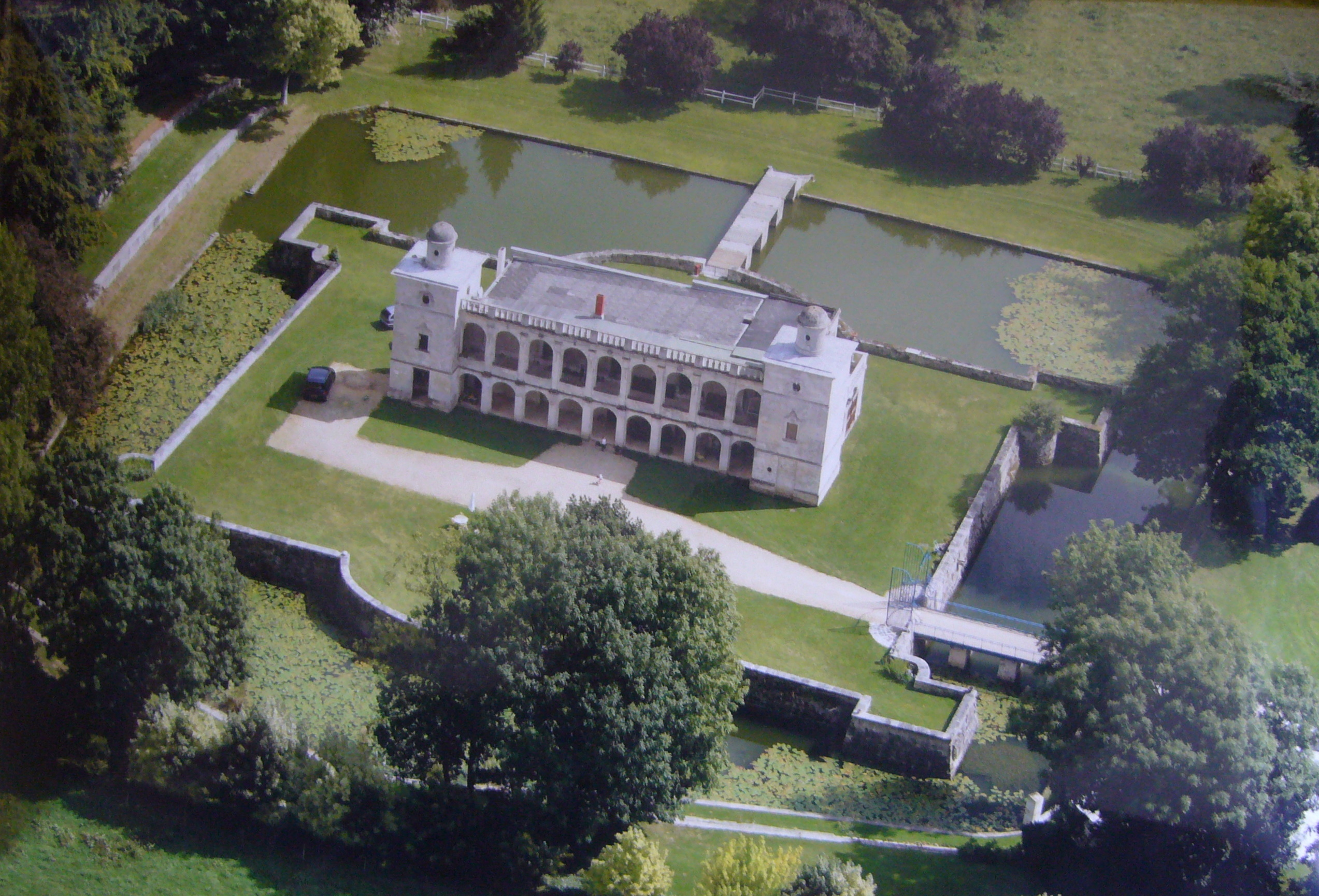
Château de Chailvet